# Tippi Hedren
Tippi Hedren (właśc. Nathalie Kay Hedren; ur. 19 stycznia 1930 w New Ulm) – amerykańska aktorka filmowa i telewizyjna, najbardziej znana z roli Melanie Daniels w filmie Alfreda Hitchcocka Ptaki (1963). Matka aktorki Melanie Griffith.

## Życiorys
Przyszła na świat jako młodsza córka imigrantów ze Szwecji – Bernarda Carla Hedrena (1893-1979) oraz Dorothei Henrietty Eckhardt (1899-1994), ma starszą siostrę Patricię (ur. 1926). W dzieciństwie chciała zostać łyżwiarką. Mając 18 lat, rozpoczęła karierę modelki w miejscowym domu towarowym w Nowym Jorku. Potem występowała na kolejnych wybiegach, podróżowała po świecie. Zadebiutowała na kinowym ekranie epizodem w biograficznej komedii muzycznej The Petty Girl (1951).

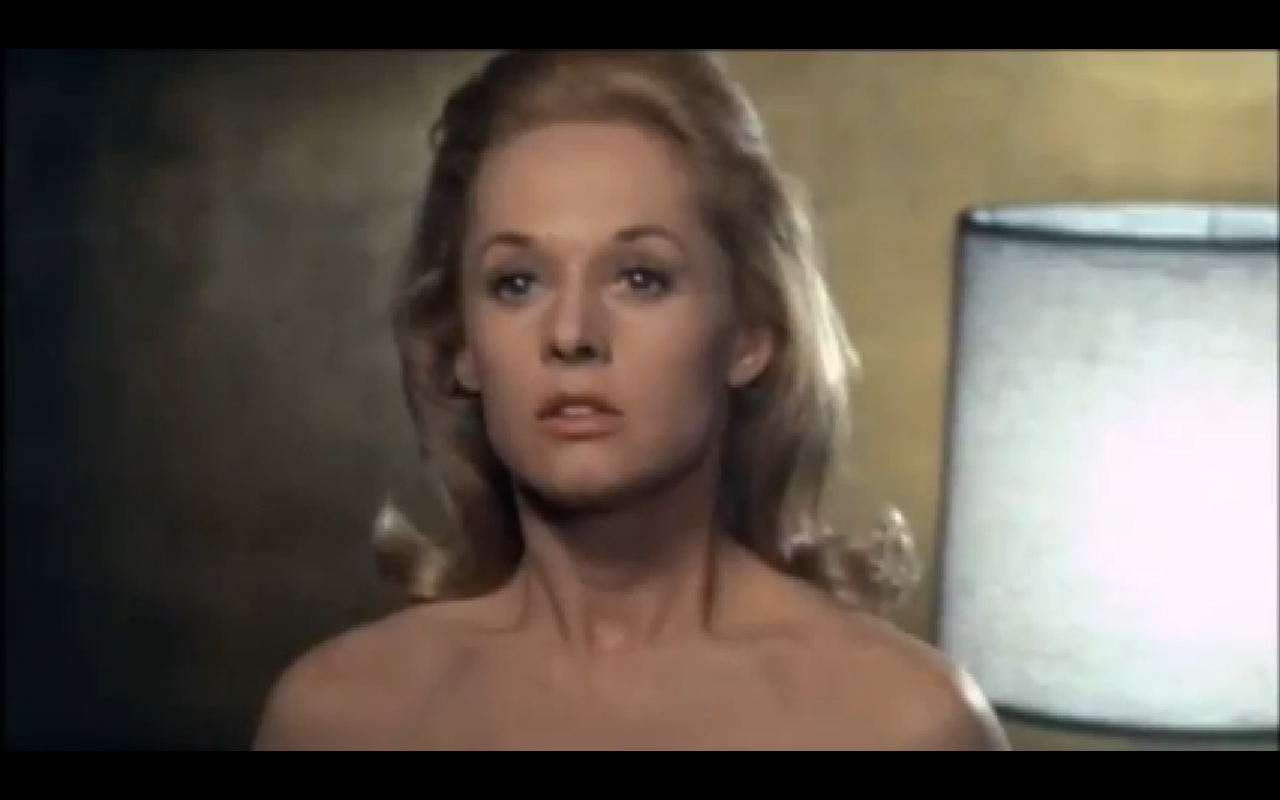
Tippi Hedren w filmie Marnie (1964)

W 1961 w telewizji NBC została dostrzeżona przez Alfreda Hitchcocka w reklamie napoju Sego. Hitchcock zaoferował jej kontrakt na 7 lat. W jednym z najbardziej przerażających hollywoodzkich dreszczowców ukazującym oblicze natury wpadającej w szał Hitchcocka Ptaki (1963) zagrała postać atrakcyjnej blondynki Melanie Daniels. A za tę kreację została uhonorowana Złotym Globem. W 1964 została laureatką nagrody Złotego Lauru jako Nowa Twarz. W thrillerze psychologicznym Hitchcocka Marnie (1964) wystąpiła jako tytułowa Marnie Edgar, kleptomanka i nałogowa oszustka, która próbuje okraść swojego pracodawcę (Sean Connery).
Następnie pojawiła się w komedii romantycznej Charlesa Chaplina Hrabina z Hongkongu (1967) u boku Marlona Brando i Sophii Loren. Gościła potem na szklanym ekranie w serialach: ABC Hart dla Hart (Hart to Hart, 1983) z Robertem Wagnerem i Stefanie Powers, operze mydlanej ABC Hotel (1988) z Jamesem Brolinem i Connie Selleccą, sitcomie NBC Baby Boom (1988) z Kate Jackson, operze mydlanej CBS Moda na sukces (The Bold and the Beautiful, 1990–1993) jako projektantka mody Helen MacClaine, NBC Powrót do Providence (Providence, 2000), 4400 (2006) z Joelem Gretschem i Fox Dom mody (Fashion House, 2006) z Bo Derek i Morgan Fairchild.
Zagrała także u boku córki Melanie Griffith w thrillerze Wzgórza Pacyfiku (1990), komedio-dramacie Złe i gorsze (1996) z Laurą Dern, Swoosie Kurtz, Kelly Preston i Burtem Reynoldsem oraz komedii Jak być sobą (2004) u boku Dustina Hoffmana, Jasona Schwartzmana, Isabelle Huppert, Jude’a Law, Lily Tomlin, Naomi Watts i Marka Wahlberga.

### Życie prywatne
Była 3-krotnie mężatką; z aktorem i producentem filmowym Peterem Griffithem (1952–1961), z którym ma córkę Melanie Griffith (ur. 9 sierpnia 1957), agentem Noelem Marshallem (1964–1982), biznesemenem Luisem Barrenechą (1985–1995). Jest wyznawczynią kabały. Założyła w Acton w stanie Kalifornia rezerwat Shambala, w którym grupa fachowców opiekuje się półdzikimi zwierzętami. W 2003 z jej inicjatywy uchwalono ustawę zabraniającą w USA handlu egzotycznymi kotami przez osoby prywatne.

## Wybrana filmografia
Filmy:
- Ptaki (1963) jako Melanie Daniels
- Marnie (1964) jako Marnie Edgar

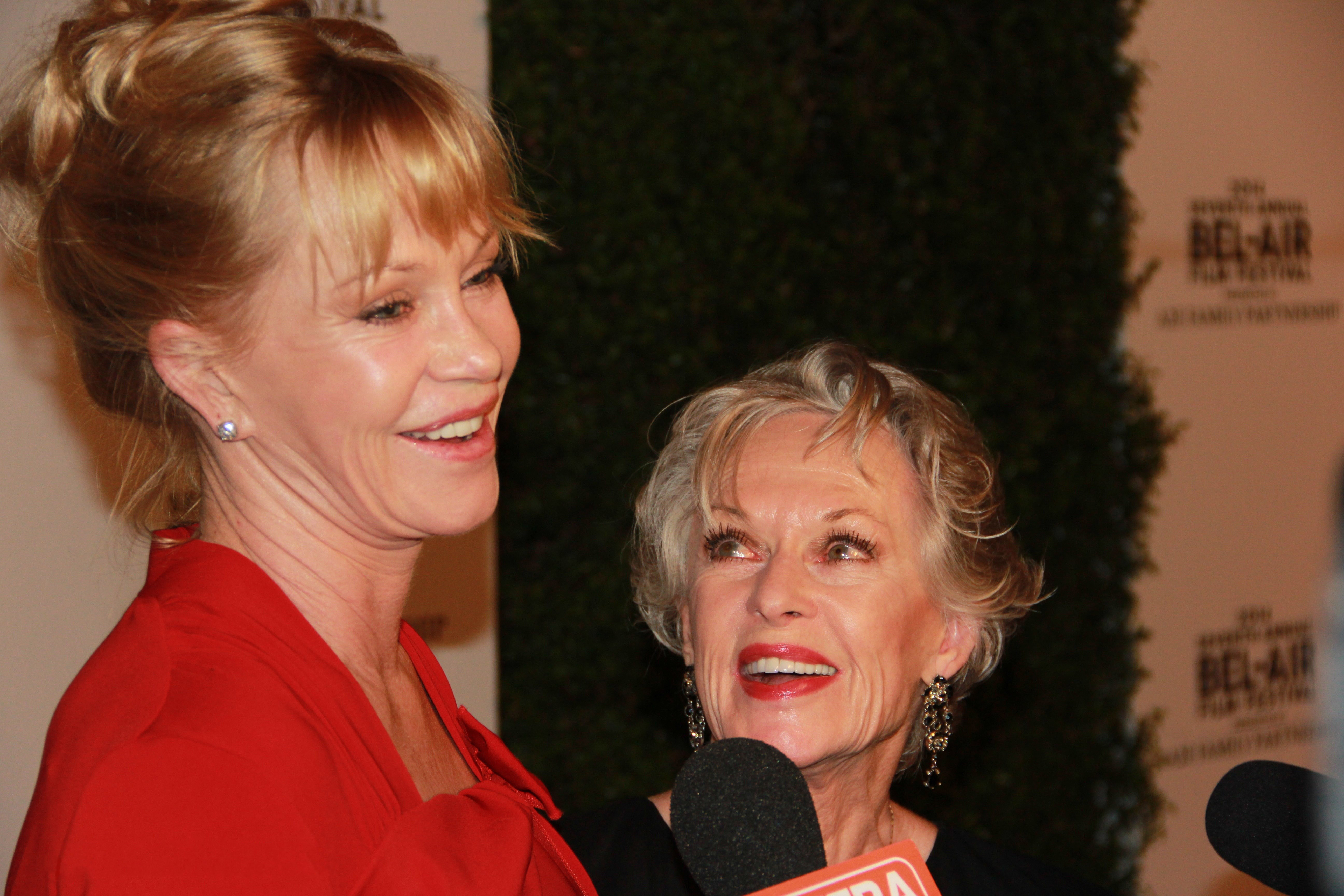
Tippi Hedren z córką Melanie Griffith (2014)

- Hrabina z Hongkongu (1967) jako Martha Mears
- Szkoła kochania (1973) jako Margaret Tenhausen
- Roar (1981) jako Madeleine
- Błędne ogniki (1982) jako Elizabeth Morgan
- W chłodzie nocy (1990) jako Clara
- Wzgórza Pacyfiku (1990) jako Florence Peters
- Oczami mordercy (1992) jako pani Bellano
- Niebezpieczne piękno (1994; lub inny tytuł: Diabelski wąwóz) jako Lettie Hollister
- Zakładniczka (1994) jako Evelyn Hill
- Ptaki II (1994) jako Helen
- Złe i gorsze (1996) jako Jessica Weiss
- W dniu mojej śmierci ocknąłem się wcześnie (1998) jako Maylinda Austed
- Rozstanie (1998) jako matka
- Piętno wilkołaka (2003) jako Mary
- Jak być sobą (2004) jako Mary Jane Hutchinson
- Triumf pamięci (2009) jako pani Hennessey
- Samochód Jayne Mansfield (2012) jako Naomi Caldwell (sceny z Jej udziałem zostały usunięte)

Seriale TV:
- Opowieści z ciemnej strony (1984-88) jako Ruth Anderson (gościnnie, 1984)
- Alfred Hitchcock przedstawia (1985-89) jako kelnerka (gościnnie, 1985)
- Moda na sukces (od 1987) jako Helen Maclaine (w odc. z l. 1990-91)
- Napisała: Morderstwo (1984-96) jako Catherine Noble (gościnnie, 1993)
- Życie jak sen (1990-96) jako matka Judith (gościnnie w 5 odcinkach)
- Szpital Dobrej Nadziei (1994-2000) jako Alfreda Perkins (gościnnie, 1998)
- Magia sukcesu (2000) jako Caitlin Coyle
- Powrót do Providence (1999-2002) jako Constance Hemming (gościnnie, 2000)
- Fashion House: Kobiety na krawędzi (2006) jako Doris Thompson, matka Glorii
- 4400 (2004-07) jako Lily Moore Tyler (gościnnie, 2006)
- CSI: Kryminalne zagadki Las Vegas (2000-15) jako Karen Rosenthal (gościnnie, 2008)
- Dorastająca nadzieja (2010-14) jako Nana (gościnnie, 2012)
- Cougar Town: Miasto kocic (2009-15) – w roli samej siebie (gościnnie, 2013)

## Nagrody
- Złoty Glob Najbardziej obiecująca nowa aktorka: 1964 Ptaki